# Cyclocorus
Genre
Cyclocorus est un genre de serpents de la famille des Colubridae.

## Répartition
Les espèces de ce genre sont endémiques des Philippines.

## Liste des espèces
Selon The Reptile Database (12 mars 2012) :
- Cyclocorus lineatus (Reinhardt, 1843)
- Cyclocorus nuchalis Taylor, 1923

## Publication originale
- Duméril, 1853 : Prodrome de la classification des reptiles ophidiens. Mémoires de l'Académie des sciences, Paris, vol. 23, p. 399-536 (texte intégral).